# Philipp Uffenbach
Philipp Uffenbach (* 15. Januar 1566 in Frankfurt am Main; † (begraben) 6. April 1636 in Frankfurt am Main) war ein deutscher Maler, Zeichner, Aquarellist, Radierer und Kupferstecher in der Nachfolge von Matthias Grünewald und Albrecht Dürer.

## Leben und Werk

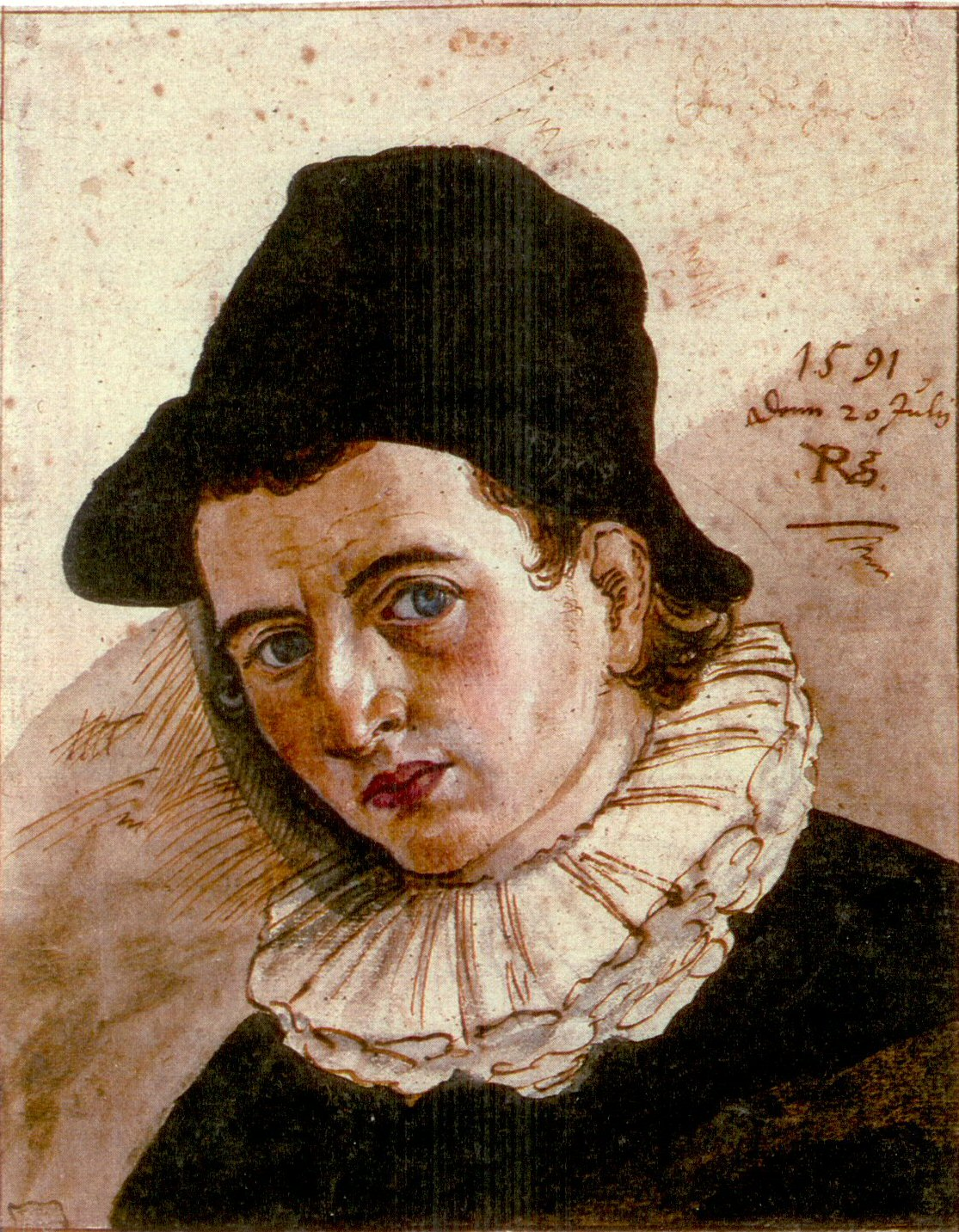
Selbstbildnis, 1591

Philipp Uffenbach, dessen Name urkundlich auch in der Schreibung Offenbach oder Ofenbach auftaucht, war der Sohn des Formschneiders Heinrich Uffenbach. Er ging bei dem Mainzer Maler Adam Grimmer in die künstlerische Lehre. Dieser war wahrscheinlich der Sohn Johann Grimmers, des einzigen mit Namen bekannten Schülers von Matthias Grünewald. So erklärt sich vielleicht, dass Uffenbach in den Besitz einer Mappe mit Zeichnungen aus der Hand Grünewalds gelangte (Quelle: Aufzeichnungen des Zeitgenossen Joachim von Sandrart). Sein späteres Schaffen war jedenfalls stark von der Kunst Grünewalds und Albrecht Dürers geprägt.
1598 erhielt Philipp Uffenbach Frankfurter Bürgerrecht, nachdem er geheiratet und die Malerwerkstatt seines Schwiegervaters 1592 in Frankfurt übernommen hatte. Von den künstlerischen Arbeiten Uffenbachs sind nur wenige Gemälde und Stiche nach seinen Zeichnungen erhalten, so z. B. das im Besitz der Klassik Stiftung Weimar befindliche Ölgemälde "Anbetung der Könige" (1587). Als sein Hauptwerk gilt eine Himmelfahrt Christi von 1599, die er für die Dominikaner-Kirche in Frankfurt am Main malte. Erhaltene Fragmente befinden sich im Historischen Museum der Stadt Frankfurt am Main. Bekannt ist, dass er im Auftrag des Rats der Stadt künstlerische, aber auch eher handwerkliche Arbeiten wie das Bemalen von Zifferblättern ausführte. Zu solchen Arbeiten gehörte auch, neben einer Darstellung der Brückenfreiheit am Turm der Alten Brücke (1610), dass er die erste Brunnenfigur der Justitia für den Gerechtigkeitsbrunnen auf dem Römerberg bunt bemalte. 1887 wurde diese Sandsteinfigur durch die jetzige Bronzefigur ersetzt. Für den Landgrafen Philipp III. von Hessen-Butzbach schuf er ein Deckengemälde am Großen Saal des Butzbacher Schlosses.
Im Übrigen beschäftigte sich Uffenbach neben Mechanik, Geometrie und Anatomie, wie manche seiner Zeitgenossen, mit alchemistischen Versuchen. 1598 erschien sein Buch Bericht und Erklärung zweier beigefügten Kupferstücken, oder Zeitweiser der Sonnen über die ganze Welt mit einer Vertikalsonnenuhr und einer gnomonischen Weltkarte. Das 1619 verlegte Buch mit dem Titel De quadratura circuli mechanici beschäftigte sich mit der Berechnung von Kreisinhalt und Kreisumfang und der praktischen Anwendung dieser Berechnungen.
Ob Uffenbach selbst, wie gelegentlich behauptet wurde, am sogenannten Fettmilch-Aufstand teilgenommen hat, ist nicht belegt. Es existiert lediglich ein Fettmilch-Porträt Uffenbachs (im Frankfurter Historischen Museum).
Bekannt wurde Uffenbachs Name jedoch vor allem dadurch, dass er der Lehrer des bedeutenden deutschen Malers Adam Elsheimer (1578–1610) war.